# Estanislau da Silva
Estanislau da Conceição Aleixo Maria da Silva (n. Díli, 1952) é um político timorense. Foi primeiro-ministro interino de Timor-Leste de 20 de maio a 8 de agosto de 2007.
No II Governo Transitório foi Ministro da Agricultura e Pescas, de 2001 a 2002.